# Cento giorni

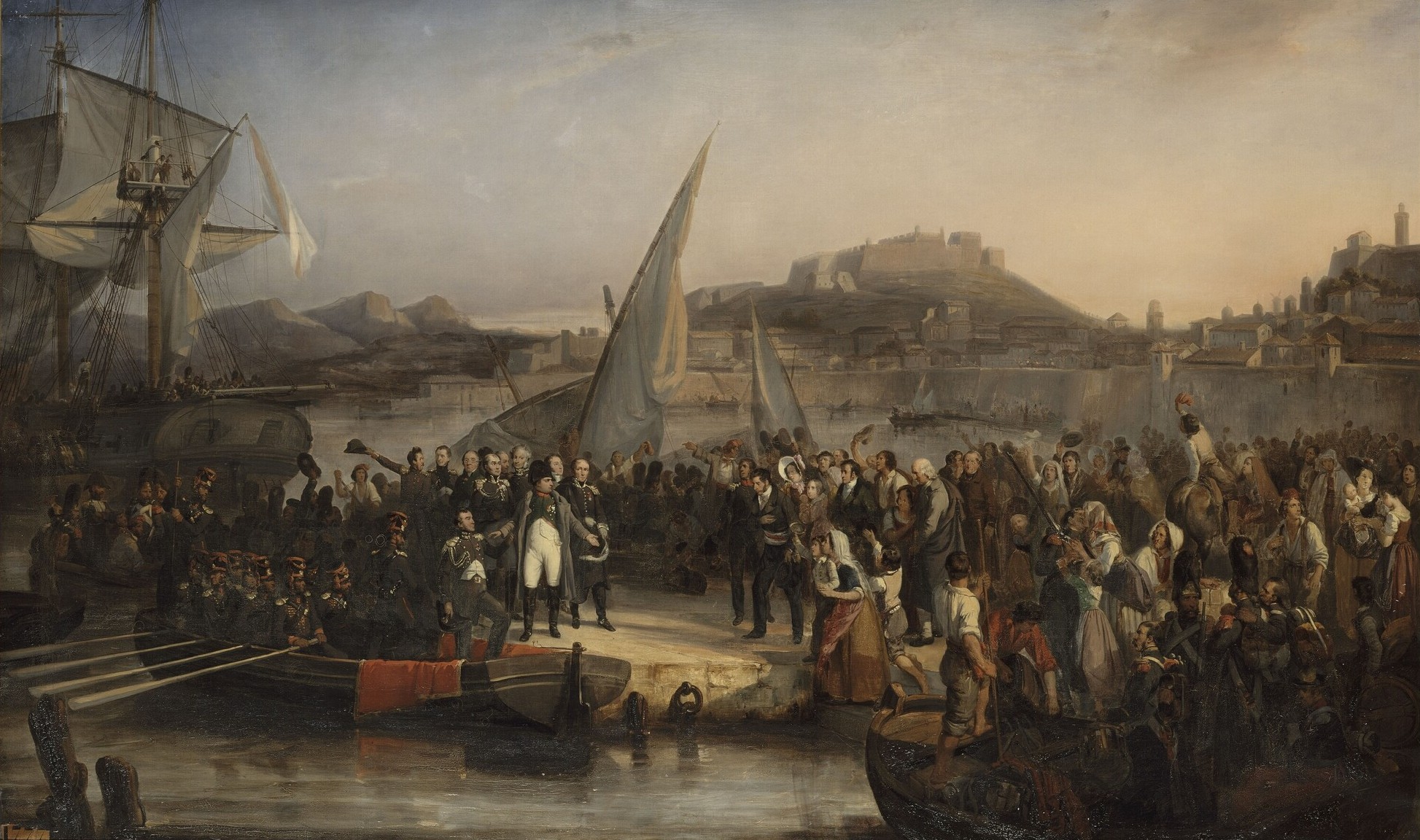
Napoleone abbandona l'isola d'Elba, dipinto di Joseph Beaume

I cento giorni (in francese Cent-Jours) indicano il periodo della storia europea compreso tra il ritorno di Napoleone Bonaparte a Parigi (20 marzo 1815) dall'esilio all'isola d'Elba e la restaurazione della dinastia dei Borbone sotto re Luigi XVIII (8 luglio dello stesso anno).
L'espressione les Cent Jours deriva da una frase usata dal Prefetto di Parigi, il conte di Chabrol, nel suo discorso di benvenuto al re, l'8 luglio 1815:
(Gilbert Chabrol de Volvic)
Il ritorno di Napoleone avvenne mentre si svolgeva il Congresso di Vienna, che si affrettò, il 13 marzo, a dichiarare "fuorilegge" Napoleone. Il 25 marzo seguente Regno Unito, Impero russo, Impero austriaco e Prussia diedero vita alla settima coalizione, alla quale in seguito aderirono altre nazioni, impegnandosi militarmente a deporre una volta per tutte Napoleone. La decisione pose le basi dell'ultimo conflitto nelle guerre napoleoniche, terminate con la sconfitta del generale francese a Waterloo il 18 giugno 1815 dopo gli scontri di Quatre-Bras e Ligny, della seconda restaurazione della monarchia francese e dell'esilio permanente di Napoleone sull'isola di Sant'Elena, dove egli morì il 5 maggio 1821.

## Il ritorno dell'imperatore

### La condanna all'esilio di Napoleone
Febbraio e marzo 1814 avevano visto, tra la Senna e la Marna, l'imperatore Napoleone difendere il territorio francese contro le forze della sesta coalizione. Incitati da Pozzo di Borgo e da Talleyrand, gli Alleati giunsero alle porte di Parigi, mentre Napoleone cercava di arrestarli a Saint-Dizier. Dopo un vano inseguimento, giunto troppo tardi, dovette ripiegare a Fontainebleau. Da Fontaineableau, Napoleone incaricò il ministro degli esteri Caulaincourt – già ambasciatore di Francia in Russia e amico personale dello zar Alessandro I – di negoziare con quest'ultimo l'abdicazione in favore del Re di Roma, il figlio di Napoleone.
Lo zar, antiborbonico, non si oppose ma, avendo appreso la defezione del maresciallo Marmont, posto in avanguardia all'esercito francese a Essonne, impose l'abdicazione senza condizioni, vista la rinnovata situazione favorevole in cui si trovava la Sesta coalizione. Dopo un ultimo tentativo di convincere i suoi marescialli a marciare su Parigi, Napoleone abdicò e il Senato chiamò «liberamente» il futuro Luigi XVIII «re dei francesi, secondo il voto della nazione».
Poiché lo zar aveva promesso un esilio degno di un imperatore, Caulaincourt propose prima la Corsica, rifiutata perché parte integrante della nazione francese, quindi la Sardegna, respinta anche questa perché appartenente al sovrano Vittorio Emanuele I. Lo zar decise infine di esiliare Bonaparte sull'isola d'Elba, appartenente ai domini dell'Impero in seguito all'annessione del Regno di Etruria; la proposta fu subito accettata da Caulaincourt, timoroso che Regno Unito e Prussia potessero rivelarsi meno accomodanti sulla decisione.
Il trattato di Fontainebleau del 6 aprile 1814 lasciò a Napoleone il titolo di imperatore, una rendita di due milioni di franchi dal governo francese e la sovranità dell'isola d'Elba, mentre l'imperatrice Maria Luisa divenne duchessa di Parma, Piacenza e Guastalla. Il 20 aprile l'ormai ex imperatore francese s'imbarcò a Fréjus e raggiunse Portoferraio il 3 maggio. Lo stesso giorno Luigi XVIII entrò trionfalmente a Parigi accompagnato dagli Émigré del clero e della nobiltà fuggiti all'estero durante il periodo del Terrore.

### La decisione di tornare in Francia
I diritti civili dei francesi, annullati da anni di guerre, vennero ripristinati dai Borbone, che cercarono anche di risollevare l'economia. Tuttavia, la propaganda reale non riuscì a cancellare dalla mente del popolo francese il malgoverno antecedente la Rivoluzione; in particolare i contadini, cui la Rivoluzione aveva redistribuito le terre confiscate a nobili e clero e che non erano più gravati da vincoli feudali, vedevano con preoccupazione la possibilità (rimasta comunque una cosa molto remota) di una riforma terriera che ristabilisse lo status quo antecedente la rivoluzione.
Lo scontento regnava anche in parte dell'esercito, costretto dalle potenze vincitrici della Sesta coalizione a ridimensionarsi, con la conseguente smobilitazione (necessaria anche da un punto di vista economico) di molti soldati. Alcuni accolsero felicemente il ritorno alla vita civile, ma una parte non riuscì a inserirsi nella società e ricordava i "bei tempi" dell'Impero. La situazione in Francia venne portata a conoscenza di Napoleone da alcuni suoi ex generali e uomini politici, passati agli ordini dei Borbone ma attenti a non abbandonare del tutto l'ex imperatore nel caso questi fosse ritornato al potere.
Ad accelerare la scelta di Napoleone di tentare la carta del rientro in Francia fu, soprattutto, la notizia che, al Congresso di Vienna, le potenze vincitrici discutevano di allontanarlo dall'Elba, troppo vicina al continente; tra le ipotesi prese in considerazione c'erano le Azzorre o l'isola di Sant'Elena nell'oceano Atlantico. In febbraio giunse sull'isola Fleury de Chaboulon, ex prefetto di Reims, su incarico dell'ex segretario di stato di Napoleone, Maret, per metterlo al corrente di un complotto per far sollevare contro Luigi XVIII diversi generali nel nord della Francia. Forte di queste notizie, Napoleone si decise e, il 26 febbraio, salpò dall'Elba accompagnato da un migliaio di soldati, quattro cannoni e dai generali Antoine Drouot e Pierre Cambronne, sbarcando il 1º marzo a Golfe Juan nei dintorni di Cannes.

## Il volo dell'Aquila
Entrata nella leggenda napoleonica come "il volo dell'Aquila", la marcia di risalita della Francia da parte di Napoleone si scontrò con una resistenza estremamente blanda. Il generale Andrea Massena, a Marsiglia, venne subito informato dell'accaduto, ma non intraprese nessun'azione decisiva, permettendo così a Napoleone di dirigersi verso Grenoble per vie montane, evitando volontariamente Marsiglia e la Provenza con le sue note simpatie realiste. A Laffrey, 25 km a sud di Grenoble, il 5º reggimento di linea dell'esercito francese sbarrò la strada alla spedizione, ma Napoleone seppe portarli dalla sua parte con un convincente discorso accompagnato da gesti plateali.
Napoleone quindi entrò in un clima di festa a Grenoble e proseguì verso Parigi in un'atmosfera di giubilo, che raggiunse l'apice quando, il 14 marzo ad Auxerre, il maresciallo Michel Ney e le sue forze, inviate ad arrestare Napoleone, si unirono invece a lui. Inutilmente il re continuava a inviargli contro truppe e generali: queste, appena raggiuntolo, disertavano e si univano a lui, al punto che in place Vendôme a Parigi comparve un avviso a lettere cubitali: «Da Napoleone a Luigi XVIII. Mio buon fratello, non è necessario che tu mi mandi altre truppe, ne ho già a sufficienza.» Il 19 marzo Luigi XVIII e la sua corte decisero di abbandonare Parigi, essendo l'esercito napoleonico ormai alle porte; Napoleone vi entrò infatti la sera dopo.

## La scelta della nuova Costituzione
Il nuovo governo venne formato alla fine di marzo con Cambacérès alla Giustizia, l'ex giacobino Carnot all'Interno, Caulaincourt agli Esteri, Decrès alla Marina, Gaudin alle Finanze, Davout alla Guerra e Mollien al Tesoro; capo della polizia era l'esperto Fouché. Napoleone, per tagliare ogni rapporto con il passato senza ripresentarsi nella vecchia veste di autocrate, decise di presentare una nuova Costituzione e, a tal scopo, mediante Fouché e Carnot, ex membri della Convenzione e di idee di sinistra, cercò di ingraziarsi gli intellettuali e nominò Benjamin Constant consigliere di stato con l'incarico di redigere la nuova Carta costituzionale.
La Commissione costituzionale elaborò molte bozze, che si dividevano nella sostanza in due tipologie di progetti: il primo, ispirato ai principi del 1791, per i quali alla base dell'azione politica stavano le decisioni di un'Assemblea legislativa eletta democraticamente, e il secondo che affermava il principio autocratico della volontà dell'Imperatore. Fu quest'ultimo a essere accettato da Napoleone. La costituzione approvata rimase così sostanzialmente la stessa adottata l'anno precedente sotto Luigi XVIII, sotto forma di "Atto addizionale alle Costituzioni dell'Impero del 1815", che venne presentato, nella premessa, come un ulteriore perfezionamento delle forme costituzionali già adottate in Francia fin dal tempo della Rivoluzione.
Erano previste una Camera dei Pari, i cui membri erano scelti da Napoleone, e una Camera dei Rappresentanti, composta da 629 deputati, eletti dai sudditi francesi maschi almeno venticinquenni con voto palese – si sarebbe dovuto votare nelle prefetture – con l'aggiunta di rappresentanti degli industriali. Nell'Atto fu scritto l'esplicito divieto della possibilità di un ritorno dei Borboni in Francia. I collegi elettorali che avrebbero dovuto eleggere i membri della Camera dei Rappresentanti furono convocati per il 1º giugno al Campo di Marte, per l'occasione ribattezzato da Napoleone "Campo di Maggio". Lì, senza attendere i risultati del referendum cui l'Atto addizionale era stato sottoposto, Napoleone giurò sulla nuova legge costituzionale di fronte a centinaia di migliaia di francesi. I risultati del referendum mostrarono l'ennesimo plebiscito, con 1.532.000 sì contro appena 4.802 no, ma nell'occasione vennero alla luce anche i limiti del consenso napoleonico: più di tre milioni di aventi diritto non si presentarono infatti al voto.

## La guerra della settima coalizione

### I preparativi del conflitto
Napoleone esitò a ordinare una mobilitazione in massa per non scontentare il popolo, di cui conosceva bene la contrarietà a una nuova guerra. Per guadagnare tempo e per dimostrare di volere una pace, senza tuttavia sperarci affatto, l'imperatore francese prese contatti diplomatici con le potenze del Congresso di Vienna, che però si rifiutarono categoricamente di riconoscerlo imperatore. Il 25 marzo 1815 Regno Unito, Impero austriaco, Regno di Prussia e Impero russo siglarono un patto di alleanza, dando vita alla Settima coalizione, con l'obiettivo di spodestare definitivamente Napoleone dal trono di Francia. La coalizione era sostenuta dal denaro britannico e fu presto ingrossata dai soldati di altre nazioni europee.
Napoleone ordinò l'8 aprile una mobilitazione generale, ma l'odiata coscrizione obbligatoria fu ufficializzata solo tre settimane più tardi. L'esercito francese, che i realisti avevano lasciato forte di 200 000 uomini, difettava di ogni fornitura militare, ma le deficienze furono gradualmente colmate dallo sforzo dell'industria e della manodopera; nei giorni seguenti 15 000 volontari e 75 000 veterani si unirono all'esercito, ma le necessità di guerra obbligarono a mobilitare la Guardia nazionale, a revocare tutti i congedi e a incorporare nei reggimenti di linea poliziotti, marinai e doganieri. Così facendo la Francia disponeva di un totale di 280 000 soldati, ai quali se ne potevano aggiungere 150 000 nei successivi sei mesi, comunque pochi rispetto agli 800 000-1 000 000 che col tempo gli alleati avrebbero mobilitato.
Essendo la frontiera francese lunga dal Mare del Nord al Mediterraneo, gli alleati progettarono di sfondare i confini francesi con cinque armate: il Duca di Wellington con i suoi 110 000 soldati avrebbe attaccato da Bruxelles, coperto alla sinistra dai 117 000 prussiani del feldmaresciallo Blücher, in marcia su Namur dai dintorni di Liegi; dalla Foresta Nera sarebbero invece partiti, verso l'Alto Reno, 210 000 austriaci comandati da Schwarzenberg, mentre il generale Johann Frimont, con i suoi 75 000 tra austriaci e italiani, sarebbe avanzato dall'Italia fino a minacciare Lione; per ultima, l'armata russa, forte di 150 000 soldati, avrebbe ricoperto la funzione di riserva strategica, stanziandosi nell'area centrale del Reno. Queste forze, una volta riunite, avrebbero marciato insieme su Parigi e Lione schiacciando, col peso dei numeri, le esili forze francesi inviate a ostacolarle.
All'atto pratico, comunque, gli alleati schieravano sul campo solo gli eserciti di Wellington e Blücher, perché gli austriaci sarebbero arrivati nelle loro posizioni solo a luglio e i russi sarebbero stati ancora più in ritardo. A Napoleone si prospettarono quindi due linee d'azione: o ammassare le truppe tra i fiumi Senna e Marna, preparandosi a difendersi da due fronti, o attaccare il prima possibile le forze alleate dislocate in Belgio. Benché fossero disponibili, per quest'ultima opzione, solo 125 000 uomini a fronte dei 209 000 degli avversari, una schiacciante vittoria avrebbe potuto rafforzare l'opinione pubblica francese e quasi sicuramente la sconfitta degli anglo-olandesi (che si sperava fosse seguita dalle dimissioni del governo di Lord Liverpool) avrebbe comportato una rivoluzione filo-francese in Belgio, che avrebbe così fornito un nuovo bacino di truppe con cui fronteggiare austriaci e russi.
Tenendo anche conto delle divergenze politiche tra Prussia e Regno Unito, se l'esercito francese fosse riuscito a incunearsi tra i due eserciti sconfiggendoli separatamente con una superiorità numerica locale (strategia della "posizione centrale"), questi si sarebbero ritirati lungo le rispettive linee di rifornimento, favorendo la loro sconfitta. Napoleone e lo stato maggiore francese optarono dunque per un repentino attacco verso il Belgio. I generali Rapp, Lemarque, Lecourbe, Suchet, Brune, Clausel e Decaen avrebbero avuto il compito di mantenere salde le frontiere e di reprimere eventuali rivolte realiste (una era già in corso in Vandea).

### La campagna di Waterloo
Nonostante la limitatezza delle forze dell'Armata del Nord, agguerrita e costituita da truppe esperte, ma costituita da soli 126.000 soldati, Napoleone iniziò l'offensiva di sorpresa il 15 giugno a Charleroi, sfruttando la scarsa coesione e i precari collegamenti tra i due eserciti alleati. Inizialmente i due comandanti alleati furono sorpresi dall'improvvisa offensiva francese e non riuscirono a concentrarsi; Napoleone, sfruttando la sua posizione centrale, poté quindi il 16 giugno attaccare a Ligny i prussiani, che subirono una dura sconfitta, anche se riuscirono a evitare la distruzione.
Contemporaneamente a Quatre Bras, in un'azione separata svoltasi lo stesso giorno della battaglia di Ligny, l'ala sinistra dell'esercito francese, sotto il comando del maresciallo Michel Ney, intercettò le forze anglo-tedesche del Duca di Wellington; dopo un'aspra battaglia il comandante britannico, appresa la notizia della sconfitta del feldmaresciallo Blücher, decise di ripiegare verso Bruxelles e riuscì, dopo una difficile ritirata inseguito da Napoleone, a stabilirsi sulla posizione di Mont St. Jean, davanti alla foresta di Soignes, dove intendeva combattere una battaglia difensiva in attesa dell'arrivo in suo sostegno dei prussiani.
Il 18 giugno si realizzò il confronto decisivo della campagna, nei dintorni dei villaggio di Waterloo. Napoleone, fiducioso della vittoria, riteneva la posizione britannica particolarmente infelice e contava sulla capacità del maresciallo Emmanuel de Grouchy di tenere sotto controllo i prussiani, che considerava in disgregazione dopo la sconfitta di Ligny. L'attacco francese a Waterloo fu ritardato dal maltempo e, condotto frontalmente, non tenne conto della capacità britannica di battersi in difesa. Dopo una serie di attacchi respinti e qualche successo, i francesi sembrarono in serata vicini alla vittoria, ma l'arrivo dei prussiani fece cambiare le sorti della battaglia a favore dei coalizzati, che ottennero così la vittoria decisiva della guerra. L'esercito francese, stanco e sfiduciato, cedette sotto l'attacco dei prussiani e ripiegò in rotta, mentre la battaglia simultanea di Wavre era servita a trattenere il maresciallo Grouchy, che quindi non poté intervenire in soccorso di Napoleone.

## La seconda abdicazione
Rientrato all'Eliseo il 21 giugno, Napoleone tentò di convincere le Camere della necessità di fornirgli poteri dittatoriali, per intraprendere le azioni che, a suo dire, avrebbero ancora potuto fermare l'avanzata degli eserciti della coalizione. I deputati, tuttavia, si opposero, e gli chiesero un passo indietro. Pur incitato da diversi esponenti, tra cui Carnot e il fratello Luciano, a sciogliere le Camere, Napoleone esitò. Il 23 giugno i deputati votarono a favore della richiesta di abdicazione di Napoleone, che l'imperatore decise di redigere e firmare poche ore dopo:
(Emil Ludwig, Napoleone, 2000, p. 381)
Il governo provvisorio fu affidato a Fouché, mentre Napoleone si ritirava alla Malmaison in attesa di un salvacondotto per riparare in America. La difesa, affidata al ministro e maresciallo Davout, rallentò l'avanzata dell'esercito prussiano. Ma, nella volontà di risparmiare Parigi da un assedio e negoziare la pace da una posizione di maggiore disponibilità, il governo decise la resa incondizionata della capitale il 3 luglio. Dimessosi dal governo (venne sostituito al ministero della guerra dal collega Gouvion Saint-Cyr), Davout completò il 14 luglio la ritirata dell'esercito dietro la Loira, dove firmò la resa.
Il 12 luglio anche l'Armata delle Alpi di Suchet accettò i termini della resa negoziata con il comando austriaco. Nonostante il tentativo di Fouché di perorare la reggenza in nome di Napoleone II, gli Alleati decisero la restaurazione di Luigi XVIII, giunto a Parigi l'8 luglio. Napoleone, raggiunta Rochefort, si vide rifiutato il salvacondotto richiesto e decise, la mattina del 15 luglio, di consegnarsi agli inglesi a bordo del vascello Bellerophon, da dove sarà condotto a Portsmouth e da lì imbarcato su un'altra nave per raggiungere la sede del suo esilio, l'isola di Sant'Elena.

### Annotazioni
1. ↑  Napoleone si portò in prima fila ed espose il petto sfidando i soldati nemici a sparargli. In quell'attimo di alta tensione aggiunse anche, mentendo, di essere stato richiamato dai politici francesi appoggiati «dalle tre maggiori potenze d'Europa» Chandler 2006, p. 1202.

### Fonti
1. ↑  Capefigue, 1842, p. 5.
2. 1 2  Chandler 2006, p. 1199.
3. ↑  Chandler 2006, pp. 1199-1200.
4. ↑  Chandler 2006, pp. 1200-1201.
5. ↑  Chandler 2006, p. 1201.
6. ↑  Jean Tulard, Napoleone, 2000, p. 552
7. ↑  Dalla chiusura del proclama rivolto da Napoleone ai soldati francesi subito dopo lo sbarco: "L'aquila con i colori nazionali volerà di campanile in campanile, fino a posarsi sulle torri di Notre-Dame". Così in Fleury de Chaboulon, Memorie da servire per l'istoria della vita privata, del ritorno e del regno di Napoleone Bonaparte nel 1815, 1840, p. 53.
8. ↑  Chandler 2006, pp. 1201-1202.
9. ↑  Chandler 2006, pp. 1202-1203.
10. ↑  (EN)  J. Taylor,Waterloo, 1960, p.16.citato in: David G. Chandler, Le campagne di Napoleone, vol. II, Milano, BUR, ottobre 2002. ISBN 88-17-11577-0, p. 1203
11. ↑  Paura 2014, p. 225.
12. ↑  Chandler 2006, p. 1204.
13. ↑  Chandler 2006, p. 1205.
14. ↑  Chandler 2006, pp. 1205-1206.
15. ↑  Chandler 2006, pp. 1206-1207.
16. ↑  G.Lefebvre, Napoleone, pp. 651-652.
17. ↑  G.Lefebvre, Napoleone, p. 652.
18. ↑  G.Lefebvre, Napoleone, p. 653.
19. ↑  Paura 2014, p. 259.